# 191년

## 연호
- 후한(後漢) 초평(初平) 2년

## 기년
- 후한(後漢) 헌제(獻帝) 3년
- 신라(新羅) 벌휴 이사금(伐休泥師今) 8년
- 고구려(高句麗) 고국천왕(故國川王) 13년
- 백제(百濟) 초고왕(肖古王) 26년

## 사건
- 2월 17일(음력 1월 6일, 신축(辛丑)일),  후한, 크게 사면을 내렸다.[1]
- 3월 25일(음력 2월 12일, 정축(丁丑)일), 동탁이 스스로 태사(太師)가 되었다.[2]
- 음력 2월 - 후한,  원소 · 원술 등이 이끄는 반동탁 연합군의 손견 군과 동탁이 이끄는 중앙 정부군이 사례 하남윤 양현의 양인(陽人) 땅에서 충돌하여, 손견이 승리하였다.[3] (양인 전투)  동탁은 낙양의 여러 황제의 능을 발굴하게 하였다.[4]
- 음력 4월, 동탁이 장안(長安)에 들어왔다.[5]
- 8월 1일(음력 6월 23일 병술(丙戌)일), 후한에서 지진이 있었다.[6]
- 음력 7월, 사공 종불(種拂)이 면직되고, 광록대부 제남(濟南) 사람 순우가(淳于嘉)가 사공이 되었다. 태위(太尉) 조겸(趙謙)이 파직되고, 태상(太常) 마일제(馬日磾)가 태위가 되었다.[7]
- 11월 5일(음력 10월 1일 임술(壬戌)일), 동탁이 위위(衛尉) 장온(張溫)을 죽였다.[8]
- 음력 11월, 청주(青州)의 황건적이 태산(太山)에 쳐들어갔으나, 태산태수 응소(應劭)가 이를 격파하였다. 황건적은 방향을 바꾸어 발해(勃海)에 쳐들어갔고, 공손찬(公孫瓚)이 황건적과 더불어 동광(東光)에서 싸워, 다시 이를 대파하였다. 이때, 장사(長沙)에는 죽었다가 달[月]을 지나 부활한 사람이 있었다.[9]

- 고국천왕이 을파소를 국상으로 임명함.